# 阿兰·西蒙森 (赛车手)
阿兰·西蒙森（丹麦语：Allan Simonsen；1978年7月5日—2013年6月22日）是一位已故的丹麦赛车手。他出生于丹麦的欧登塞市；于1999年开始进入专业赛车领域，并赢得当年的丹麦福特方程式锦标赛的冠军。阿兰·西蒙森从2007年加入勒芒24小时耐力赛。
2013年6月22日，在2013年度勒芒24小时耐力赛中，阿兰·西蒙森在第三圈驾驶95号阿斯顿·马丁Vantage GTE赛车发生意外。他被紧急送往赛道医疗中心后宣告不治。这是继1986年赛季的约·加特纳之后又一位在勒芒24小时耐力赛中身亡的赛车手。